# Duchowlany
Duchowlany (biał. Духаўляны; ros. Духовляны) – wieś na Białorusi, w obwodzie grodzieńskim, w rejonie wołkowyskim, w sielsowiecie Werejki.
Dawniej wieś i majątek ziemski. W dwudziestoleciu międzywojennym leżały w Polsce, w województwie białostockim, w powiecie wołkowyskim, w gminie Tereszki.